# Botka József (zalai alispán)
Névedi Botka József (1774. – Bánfa, Zala vármegye, 1846. február 20.) Zala vármegye alispánja, táblabíró, földbirtokos.

## Élete
A jómódú Zala vármegyei nemesi származású névedi Botka család sarja. Apja, névedi Botka Bálint, uradalmi ügyész, anyja, kisunyomi Korchmáros Erzsébet volt. Az apai nagyszülei Botka György, földbirtokos és lögérpatonyi Sidó Mária voltak. Anyai nagyszülei kisunyomi Korchmáros György (1701–1757), földbirtokos és párisi és nagybárcsi Bátsmegyey Julianna (1718–1786) voltak. Fivére névedi Botka Mihaly, táblabíró, zalai földbirtokos, akinek a neje nádasi Tersztyánszky Anna (1771–1807) voltak.
Az 1834. szeptember 22.-én megtartott zalai alispán választáskor az első alispáni állásra névedi Botka József, Hertelendy Károly és Bertalan Pál pályáztak. A választást megelőzőleg már hónapokon át folyt a korteskedés és a vármegye vezető körei Botka József mellett, a kisebb nemesek pedig Hertelendy Károly mellett foglaltak állást. A Botka-párt választási vezetője Skublics József volt és vele együtt. Csány László, lovászi és szentmargitai Sümeghy Mihály, a zalabéri Horváthok és sokan mások vettek tevékeny részt a választási mozgalomban. Csány László és társai, úgy látszik, urai voltak a helyzetnek, tekintélyük és az anyagi áldozatokra is kész támogatásuk eredményének tudható be, hogy a gróf Batthyány Imre főispán, kormánybiztos elnöklete alatt 1834. szeptember 22-én megtartott megyegyülésen az első alispáni állásra névedi Botka Józsefet választották meg 2954 szavazattal, Hertelendy Károly 1673 és Bertalan Pál 2 szavazatával szemben. 1834. szeptember 22.-étől 1837. szeptember 25.-éig zala vármegye első alispánja volt.

### Botka József egyházi adományai
Botka József, Bánfa pusztának ura 1831-ben a szentpéterúri templom megnagyobbítására 20.000 db téglát és 200 forintot adományozott. Botka Józsefné bőkezűségének köszönhető a templomunkban ma is álló három oltár, aki saját költségén építtette a fő és a két mellékoltárt, festetett 3 oltárképet, szószéket építtetett. Miseruhákat selyemből és gyolcsból készíttetett, csengettyűket, oltárvánkost, mindennemű gyolcs ruhákat vásárolt, melyeket amíg élt mindig ő mosatott.

## Házassága és leszármazottjai

A bocsári Svastits család címere

Feleségül vette Szentgáloskéren 1797. október 8-án, a nemesi származású Svastits családból való bocsári Svastics Terézia (*Mernye, 1777. július 20.–†Bánfa, 1847. február 8.) kisasszonyt, akinek a szülei bocsári Svastics Antal (1748–1797), földbirtokos és vizeki Tallián Magdolna (1756–1824) voltak. Az anyai nagyszülei vizeki Tallián László (1729–1774), földbirtokos és nagyatádi Czindery Mária voltak. Botka József és Svastits Terézia frigyéből született:
- Botka József Ferenc (Szentgáloskér, 1798. szeptember 18.–Bánfa, 1808. október 14.)[6][7]
- Botka Xaver Ferenc György (*Bánfa,1799. július 3.–†Mernye, 1800. április 23.)
- Botka Amália (*1801.–†Bánfa, 1801. július 29.)[8]
- Botka Amália Katalin (*Bánfa, 1804. július 3.–
- Botka Károly Lajos (*Bánfa,1804. július 3.–†?)